# 대한민국 정부의 기자실과 기자단
기자실은 정부, 정당, 기업 등의 출입처가 기자들에게 마련해준 장소이다. 기자실에 상주하는 기자들이 모여 만든 단체를 출입 기자단(出入記者團) 또는 출입처 기자단(出入處記者團)이라 부르며, 줄여서 기자단이라고도 한다. 일본에서는 이러한 성격의 단체를 기자 클럽이라 부른다. 이 글에서는 대한민국 정부의 기자실과 기자단(이하 기자실 또는 기자단)에 대해 설명한다.
정부 부처 기자실은 출입 기자제로 운영되어 출입 기자단에 가입해야 기자실을 이용할 수 있었다. 출입 기자단 가입은 주로 신문사와 방송사에게만 허용되었다. 기자실의 배타적, 폐쇄적인 운영은 끊임없이 비판받았으며 인터넷의 보급으로 언론사가 급격하게 늘어나 기자실 운영을 둘러싼 갈등이 표면으로 드러나게 되었다. 노무현 정부는 2003년 개방형 브리핑룸 제도를 도입하였고 사실상 정부 부처 기자실은 폐지되었다. 이에 대해 언론사와 기자들은 거세게 반발하였고 정부와 갈등을 겪었다. 이명박 후보의 대통령 당선 이후 구성된 대통령직인수위원회는 기자실을 부활시키기로 결정하였다.

## 역사
1920년대부터 조선인과 일본인 기자들은 일본의 기자 클럽의 영향을 받아 출입처에 기자단을 결성하기 시작하였다. 체신국에 출입하는 기자들과 체신국의 관리들이 공동으로 구성한 광화구락부, 이왕직에 출입하는 기자들이 만든 이화구락부 등이 결성되었다. 해방 직후에는 미군정의 기관에 출입하는 기자들이 기자단을 조직하였다.
1950년대까지 언론 환경에는 큰 변화가 없었으나, 1961년 5·16 군사 정변 이후 언론 환경은 급변하게 되었다. 4·19 혁명 이후 언론사가 난립하여 사이비 기자가 생기고 출입 기자단의 부패가 알려져 언론 매체와 기자에 대한 부정적인 인식이 팽배하였다. 군부는 이것을 명분으로 삼아 언론 매체를 부패 집단으로 규정하고 강력하게 통제하려 하였다. 박정희 정부는 자의적으로 청와대에 출입하는 기자의 수를 조정하여 쉽게 언론 매체와 보도를 통제하기 위하여 1963년 청와대에 기자실을 설치하고, 출입 여부를 청와대가 승인하는 소위 아그레망 제도를 도입하였다. 당시 기자실 이외에 보도 자료를 얻을 방법이 없던 기자들은 정부의 정책을 수용할 수밖에 없었으며, 이때부터 정부 기관 대변인의 발표를 기자단이 취재하는 것이 관행이 되었고, 이 관행은 1967년 정부가 각 부처에 공보관을 공식적으로 두어 제도로서 정착하였다.
1972년에 박정희 정부는 전국의 기자에게 고유한 번호를 기재한 프레스 카드를 발급하였고, 카드 발급을 제한하여 기자의 감원을 유도하였다. 당시 주간지나 월간지 기자에게는 프레스 카드를 발급하지 않았는데 이때부터 기자실이 서울에서 발행되는 신문과 방송을 중심으로 운영되는 경향이 강화되고, 기자실의 배타적, 폐쇄적 이용이 자리 잡게 되었다. 한편 프레스 카드를 도입한 후, 박정희 정부는 행정 부처에 설치된 기자실 47개를 18개로 여기에 출입하는 기자 790명을 465명으로 감축하였다.
기자실 제도는 전두환 정부의 언론 정책으로 더욱 공고하게 자리 잡게 되었다. 정부는 언론 통폐합을 통해 언론 매체를 줄이고, 보도 지침을 이용하여 효과적인 정보 통제 체계를 구축하였다. 반면 남은 언론 매체에게는 시장에서 독점적인 지위를 유지할 수 있도록 특혜를 제공하였다. 이로 인하여 언론 매체의 경쟁이 사라지고 기자실과 기자단은 뉴스 보도를 위한 취재 시스템에서 특혜를 공유하는 배타적 조직으로 변질되었다.
대통령 직선제 개헌으로 1988년 노태우 정부가 출범한 후 언론 환경은 다시 급변하였다. 신문의 창간과 복간으로 경쟁이 치열해졌고, 엠바고를 깨는 일도 종종 발생하였다. 이런 상황에서 그 전에는 규모가 훨씬 커도 드러나지 않았던 기자들의 촌지 혹은 향응 수수가 사회에 널리 알려지게 되었다. 1991년 보건사회부에 출입하던 기자단이 추석 전후에 제약, 제과, 화장품 업계의 기업과 대우재단, 현대아산재단 등의 단체로부터 추석 떡값과 해외 여행비의 명목으로 8,850여만 원을 거둬 나눠 쓴 “보사부 촌지 사건”이 발생하였다. 연루된 언론사들은 이례적으로 사과 기사나 사고를 실었고, 조선일보와 동아일보 등은 기자단을 탈퇴하거나 가입하지 않겠다고 선언하였다. 그러나 이러한 선언은 점차 잊혀지고 언론사들은 다시 기자단에 가입하였다.
기자실의 폐단을 없애기 위해 노무현 정부는 2003년 개방형 브리핑룸 제도를 도입하였다. 출입 기자제로 운영되던 정부 부처 기자실을 개방하고 등록제로 운영하는 브리핑룸과 송고실로 개편하였다. 2003년 4월 16일 문화관광부가 기자실을 개방한 것을 시작으로 단계적으로 다른 부처도 기자실을 개방하였다. 그러나 일부 부처의 송고실이 과거 기자실처럼 출입 기자단에게 독점되는 현상이 발생하였다. 그래서 국정홍보처는 2007년 5월 22일에 기존의 브리핑룸을 21개에서 15개(합동브리핑실의 확대 개편)로, 기사송고실을 20개에서 9개로 조정하는 취재 지원 시스템 선진화 방안을 실시한다고 발표하였다.
그러나 2007년 제17대 대통령 선거 과정에서 이 문제가 불거지게 되자 정동영을 비롯한 이명박, 권영길, 이인제, 문국현, 이회창 등 유력 대선 후보들이 참여정부의 개방형 브리핑룸 제도에 대해 반대하고 특히 참여정부에서 통일부 장관을 지냈던 정동영 후보는 “취지에는 공감하나 지금 같은 방식의 실행에는 동의하지 않는다. 취재의 자유가 보장돼야 관료사회가 동맥경화에 걸리지 않는다. 국민의 알 권리를 충족하도록 접근권을 확실히 열겠다”라며 반대하였다. 제17대 대통령으로 당선된 이명박 당선인과 인수위원회는 참여정부의 취재지원 선진화 방안을 없애고 각 부처 기자실을 원상회복키로 하였다. 또 이를 추진한 국정홍보처를 폐지키로 결정하였다.
2011년 1월 24일 국방부는 소말리아 해적들에게 납치된 삼호주얼리호의 선원들을 구출하기 위한 ‘아덴 만 여명 작전’을 수행하면서 선원들의 안전을 고려하여 출입 기자단에게 보도를 유예할 것을 요청하였다. 1월 18일 1차 구출 작전이 실패하자 20일에 부산일보는 엠바고를 파기하고 해당 사실을 보도하였고 미디어오늘이 이를 인용하였다. 21일에는 아시아투데이도 해당 사실을 보도하였다. 국방부는 해당 기사의 삭제를 요청하였고 부산일보는 웹사이트에 게재된 기사를 삭제하였으나 미디어오늘과 아시아투데이는 기사의 삭제를 거부하였다. 국방부는 엠바고를 파기한 언론사에 소속된 기자의 기자실 출입을 무기한 정지하였고 보도 자료 배포도 중단하였다. 또한 다른 부처에도 제재를 요청하는 공문을 보냈다. 이에 청와대는 아시아투데이, 미디어오늘에 소속된 기자의 출입 기자 등록을 취소하고, 부산일보에 소속된 기자의 기자실 출입을 1개월 동안 금지하였다. 아시아투데이는 청와대의 조치에 반발하여 서울행정법원에 출입 기자 등록 취소에 대한 취소 청구와 효력 정지 가처분 신청을 제기하였다. 청와대와 아시아 투데이는 법원의 조정 권고를 수락하여 아시아 투데이 소속 기자의 출입을 2개월 동안 정지하는 것으로 감경하였다.
윤석열 대통령은 당선 이후 대통령 관저를 청와대에서 용산 국방부 청사로 옮기기로 하였다. 청와대가 그 역할을 다하면서 춘추관도 1990년 이래 32년 만에 프레스센터로서의 기능을 마치게 되었다. 당선인 신분이던 2022년 3월 20일, 윤석열과 인수위에서는 용산으로 청사 이전 후 청사 1층에 기자실과 기자회견장을 마련하겠다고 밝혔다. 이는 기존에 춘추관이 대통령 집무실과 별개의 동으로 떨어져 있던 것과 차별화를 시도하는 것으로 풀이되기도 하였다. 같은 해 5월 10일 청와대가 전면 개방된 이후, 5월 23일에는 춘추관이 영빈관과 함께 관람객들에게 개방되었다. 청와대가 복합문화예술공간으로 조성되면서 8월 31일에는 언론 브리핑 장소로 사용되던 춘추관 2층에서도 장애인 작가들의 그림 전시회가 열렸다. 해당 전시회는 청와대에서 열리는 첫 전시회가 되었다.

### 청와대 출입 허용

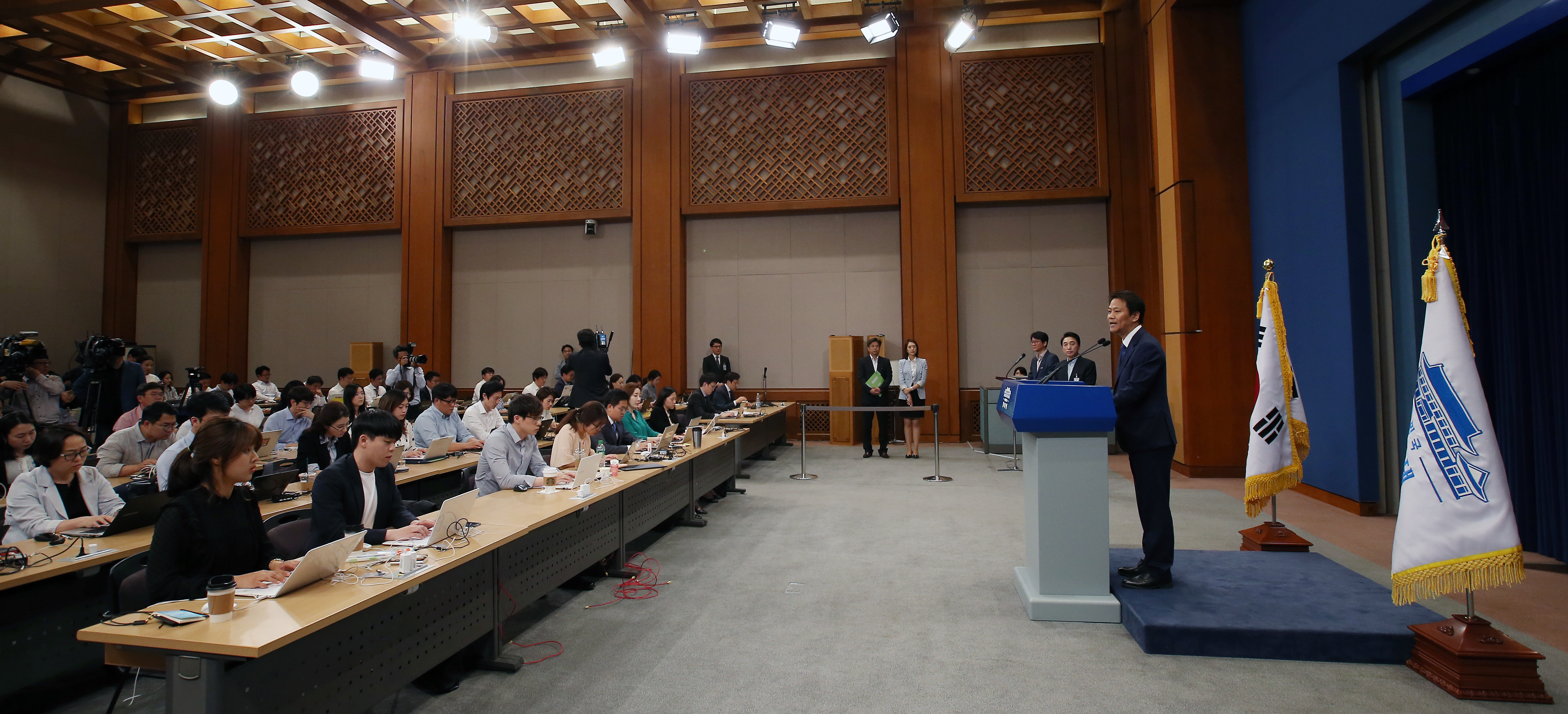
2017년 청와대 춘추관에서 진행된 브리핑의 모습.

전두환 정부는 청와대 출입을 중앙 언론사 11개에 소속된 기자 25명에게 허용하고, 지방 언론사와 경제 전문 신문사의 출입을 불허하였다. 청와대의 지침에서 벗어난 보도는 철저하게 통제되었고 개인적인 취재도 허락되지 않았다. 1988년 2월 노태우 정부가 출범하면서 4개의 지방 신문사와 2개의 경제 전분 신문사에 소속된 기자의 출입이 허용되어 출입 언론사가 17개로 늘어났고, 1990년 9월에는 프레스 센터인 춘추관이 개관하였으며, 그해 말부터 1980년대 후반에 창간된 한겨레, 국민일보, 세계일보, 기독교방송에 소속된 기자의 출입이 허용되었다. 1991년 초반에는 일부 지방 신문사의 기자도 청와대에 출입할 수 있게 되었다. 1993년 2월 김영삼 정부가 출범하면서 청와대에 출입하는 것이 허용된 언론사는 중앙 언론사가 24개로, 지방 언론사가 20개로 늘어났고, 김대중 정부가 출범한 후에는 중앙 언론이 25개, 지방 언론이 23개로 늘어났다. 노무현 정부는 2003년에 기자실을 폐지하고 개방형 브리핑룸 제도를 도입하여 6월 2일 춘추관을 전면적으로 개방하였다.

## 출입처 제도와의 관계
출입처는 기자들이 취재를 담당하는 영역으로, 같은 출입처를 가진 기자들이 만든 단체가 기자단이며, 기자단이 상주하는 공간이 기자실이다. 행정 부처나 사법부에 출입하는 기자가 기자실에 상주하기 위해서는 기자단에 가입하여야 하였고, 기자단에 가입하기 위해서는 기자단의 심사를 받아야 하였다. 기자단의 심사에는 명문화된 규정은 없고 각각의 기자실의 관행에 따랐다. 새로 가입한 기자는 예비 출입 기간을 거쳐야 하였는데 신규 가입 언론사가 출입 기자들을 계속 파견할 것인지 확인하기 위한 목적이었다. 중앙 일간 신문, 영자 신문, 공중파 방송국 등이 원칙적으로 회원 자격을 가졌으며, 잡지나 인터넷 신문, 외신은 예외적인 경우를 제외하고 출입이 제한되었다.

## 기자단에 의한 엠바고 관행
대한민국에서 ‘뉴스 엠바고’란 용어는 1960년대 군사 정권이 들어서면서 도입되었다. 군사 정권은 기존의 주먹구구식 언론 정책에서 탈피하여 미국식 보도 원칙을 도입하였다. 엠바고, 오프 더 레코드, 백그라운드 브리핑 등을 적절히 사용하여 탄압의 인상을 줄이고 언론을 조정하였다.
기자실 제도는 엠바고를 지키기 위해 필요한 것으로 인식되었다. 업무 특성상 기자단에 엠바고를 거는 경우가 많은 검찰청이나 경찰청 등의 수사 기관은 엠바고를 전제로 수사 진행 상황을 브리핑하는 경우 기자단만이 아니라 모든 언론이 참석하면 엠바고가 파기되어 수사에 차질을 빚을 것이라 우려하였다.
엠바고는 1980년대에는 잘 지켜졌으나 1990년대 들어서 자주 깨졌다. 엠바고는 정치 사회적인 영향을 고려해서라기보다는 언론사 간의 경쟁을 줄이기 위해 맺어지는 경우가 많았다. 그러나 1990년대에 많은 언론사가 창간 또는 복간되면서 경쟁이 치열해졌고 누군가 엠바고를 깨면 너도나도 엠바고를 파기하였다. 게다가 엠바고를 위반하면 기자단에서 기자실 이용을 제한하였지만 실효성이 없었기 때문에 1990년대의 기자단은 합리적 조정 능력을 상실하고 엠바고 파기를 제한하지 못하는 상황이었다.

## 기자단의 사무실 임의 방문 취재
출입 기자단은 공무원들이 근무하는 사무실을 마음대로 출입하여 공무원을 만나 취재할 수 있었으나, 노태우 정부가 출범한 이후 정부는 기자들의 사무실 방문 취재를 막으려고 지속적으로 시도하였다. 춘추관이 개관하기 전 청와대 기자실은 비서실이 있는 건물에 있어 대통령 집무실이 있는 본관과 대통령의 숙소인 관저를 제외하고 대부분의 비서관 사무실을 마음대로 방문하여 취재하는 것이 가능하였다. 그러나 춘추관이 개관해 기자실이 비서실 건물에서 떨어져 나오면서 기자들이 대통령과 비서관들을 임의로 취재하는데 어느 정도 제약이 생겼다. 노태우 정부부터 청와대는 기자들이 비서실을 임의로 방문하여 취재하는 것을 막는 시도를 시작하였다. 김영삼 정부는 비서실 방문 취재를 봉쇄하였으나 기자들이 3개월 뒤 집단으로 면회 신청을 하여 비서실 안으로 들어가 사무실을 휘젓고 다니는 식으로 시위를 하여 결국 비서실 방문이 다시 허용되었다.
김대중 정부 들어서는 박지원 대변인이 오전 정례 브리핑과 대통령이 참여하는 각종 행사 결과를 수시로 브리핑하겠다며 비서실 방문 취재를 금지하였다. 출입 기자들은 이에 반발하며 김중권 비서실장에게 대표단을 보내 비서실 방문 취재 금지를 해제할 것을 요구하였다. 그러나 특별한 반응이 없자 당시 영국을 방문하고 있던 김대중 대통령에게 직접 대책 마련을 요구하였다. 이에 청와대는 방문 취재를 허용하되 춘추관에서 비서실 건물 쪽으로 통하는 출입문을 오전 11시부터 12시까지, 오후 4시부터 5시까지만 열고 비서실장과 수석 비서관의 사무실만 방문하도록 하였다. 일반 비서관과 행정관은 접촉하지 않기로 하였으나 지켜지지 않았다. 노무현 정부는 2003년에 개방형 브리핑룸 제도를 실시하면서 기자들이 사무실을 임의로 출입하는 것을 금지하고 절차를 거쳐 방문하도록 하였다. 또한 2007년에는 취재 지원 시스템 선진화 방안을 도입하여 이를 전면 금지하였다.
기자들은 사무실 방문 취재를 통해 브리핑으로 접하기 힘든 정보나 공개를 꺼리는 정보를 취재하거나 제보받은 정보를 확인하는데 이런 취재를 막거나 제한하는 것은 언론 자유를 제약할 수 있다고 주장하였다. 이에 노무현 대통령은 “기자들이 무시로 출입하는 사무실에서 공무원들이 정상적으로 일하기 불가능하다. 대부분의 선진국 기자들은 사무실 임의 출입을 요구하지 않는다”고 밝혔다.

## 기자실과 기자단을 둘러싼 논쟁

### 유지 견해
기자실 유지를 주장하는 입장은 기관의 가까운 거리에서 업무 절차와 내용, 결과를 지켜볼 수 있기 때문에 정보의 은폐와 왜곡을 막고 나아가 권력을 감시할 수 있다고 주장한다. (#기자단의 사무실 임의 방문 취재 참고) 또한 출입 기자단은 언론에 대한 권력의 부당한 억압에 공동으로 용이하게 대응할 수 있는 장점이 있다. 예를 들어, 출입 기자단에 영향을 준 일본의 기자 클럽은 메이지 시대(1890년)에 도쿄 소재 신문 기자들이 제국 의회의 취재를 금지하는 법안에 반대하며 의회의 방청 취재를 요구하면서 조직한 의회 출입 기자단(議会出入記者団)에서 시작되었다.  (기자 클럽 참고)
기자실이 기관에 설치되어 운영되면 그 자체가 해당 관청에 무언의 압박으로 작용하여 기관이 자진해서 정보를 공개하게 되고, 정보의 양을 증대시킨다고 주장한다. 또 기자실이 설치되지 않은 기관이나 경찰서는 언론에 발표할 거리가 생기면 다른 기관에 설치된 기자실을 찾아오기 때문에 기자실이 홍보 통로의 역할도 하고 있다고 한다.
기자실과 기자단은 언론사 간의 불필요한 경쟁을 제어하는 역할을 수행한다고 한다. 기자실과 기자단을 통해여 풀단을 조직하거나 엠바고를 걸기가 용이하다는 것이다. (#기자단에 의한 엠바고 관행 참고)

### 폐지 견해
기자실 폐지를 지지하는 입장은 기자실이 대안 언론과 군소 언론의 취재원 접근을 차단하기 때문에 누구나 누려야 할 언론의 자유가 침해받는다고 지적한다. 실제로 2001년 3월 28일 오마이뉴스의 최경준 기자가 인천국제공항 기자실에서 이루어지는 브리핑을 취재하려다가 출입 기자단에 의해 쫓겨난 사례가 있었다.
또한 기자실에 상주하는 기자는 취재원이 제공하는 보도 자료에 의존하여 기사를 쓰기 때문에 정보가 획일화된다고 한다. 실제로 2005년 국내의 신문과 방송에서 보도되던 뉴스의 80% 정도는 보도 자료에 의존하여 쓰여진 기사이다. (출입처#단점 참고)  더 나아가 보도 자료에 대한 지나친 의존은 기자들이 취재 분야에 대해 전문성을 갖추기 어렵게 한다고 지적한다. 가령 대한민국에서는 외환위기 이후 실직한 기자들이 재취업에 어려움을 겪은 사례가 많았으나 미국에서는 종종 퇴직한 기자들이 취재 경험을 바탕으로 쓴 책을 출판하여 베스트셀러 작가가 되는 경우도 있다.
그리고 기자실과 기자단은 취재원과의 거리가 가깝기 때문에 기자가 취재원을 포섭하기보다 기자가 취재원에게 포섭되는 경우가 많다고 비판한다. 취재원이 기자단에게 금품과 향응을 제공하는 일이 자주 발생하였으며, 대표적인 사건으로는 1991년 발생한 ‘보사부 촌지 사건’이 있다. (#역사 참고)
마지막으로 정보 통신 기술의 발달로 노트북 컴퓨터와 휴대 전화를 이용하여 언제 어디서든 취재가 가능하게 되었으므로, 기자실에 상주하면서 뉴스거리가 생기길 기다릴 필요가 없어졌다는 주장도 제기한다.

## 주해
1. ↑  〈청와대 출입기자 등록 등에 관한 규정〉에 따르면 청와대에 등록하여 취재 활동을 하기 위해서는 한국신문협회, 한국방송협회, 한국기자협회, 인터넷신문협회, 인터넷기자협회, 한국사진기자협회, 한국TV카메라기자협회, 한국온라인신문협회, 서울외신기자 클럽에 가입한 회원사의 추천을 받아야 한다.
2. ↑   2007년 현재 기자실과 브리핑룸, 송고실은 혼용되고 있으나, 출입 기자단만 출입이 가능한 기자실과 부처별로 등록된 기자가 자유로이 이용할 수 있는 브리핑룸, 송고실은 전혀 다른 의미의 용어이다.
3. ↑  풀(pool)은 기자들이 대통령의 공식 행사에 동행할 경우와 같은 상황에서 대표 기자를 정하여 제한된 범위 내에서만 취재하는 관행을 말한다.